# Rancagua
Rancagua este un oraș cu 214.344 locuitori (2002) capitala regiunii O'Higgins, Chile. Inițial s-a numit Santa Cruz de Triana.